# Crkvena
Crkvena (cyr. Црквена) – wieś w Bośni i Hercegowinie, w Republice Serbskiej, w gminie Prnjavor. W 2013 roku liczyła 468 mieszkańców.